# Estadio Pista y Campo de Tofol
El Estadio Pista y Campo de Tofol (en inglés: Tofol Track and Field Stadium)  es el nombre que recibe un recinto deportivo de usos múltiples en Tofol, en la isla de Kosrae parte de los Estados Federados de Micronesia un país en el Océano Pacífico. Actualmente se utiliza sobre todo para los partidos de fútbol. Allí tiene su sede habitual el equipo local Kosrae FC.